# 蛇夫座19
蛇夫座19，又名BD+02 3175，HD 151431、SAO 121859、HR 6232，是蛇夫座的一颗恒星，视星等为6.1，位于銀經19.58，銀緯28.39，其B1900.0坐标为赤經16h 42m 7.2s，赤緯+2° 28.39′ 41″。